# Teresa Sarti

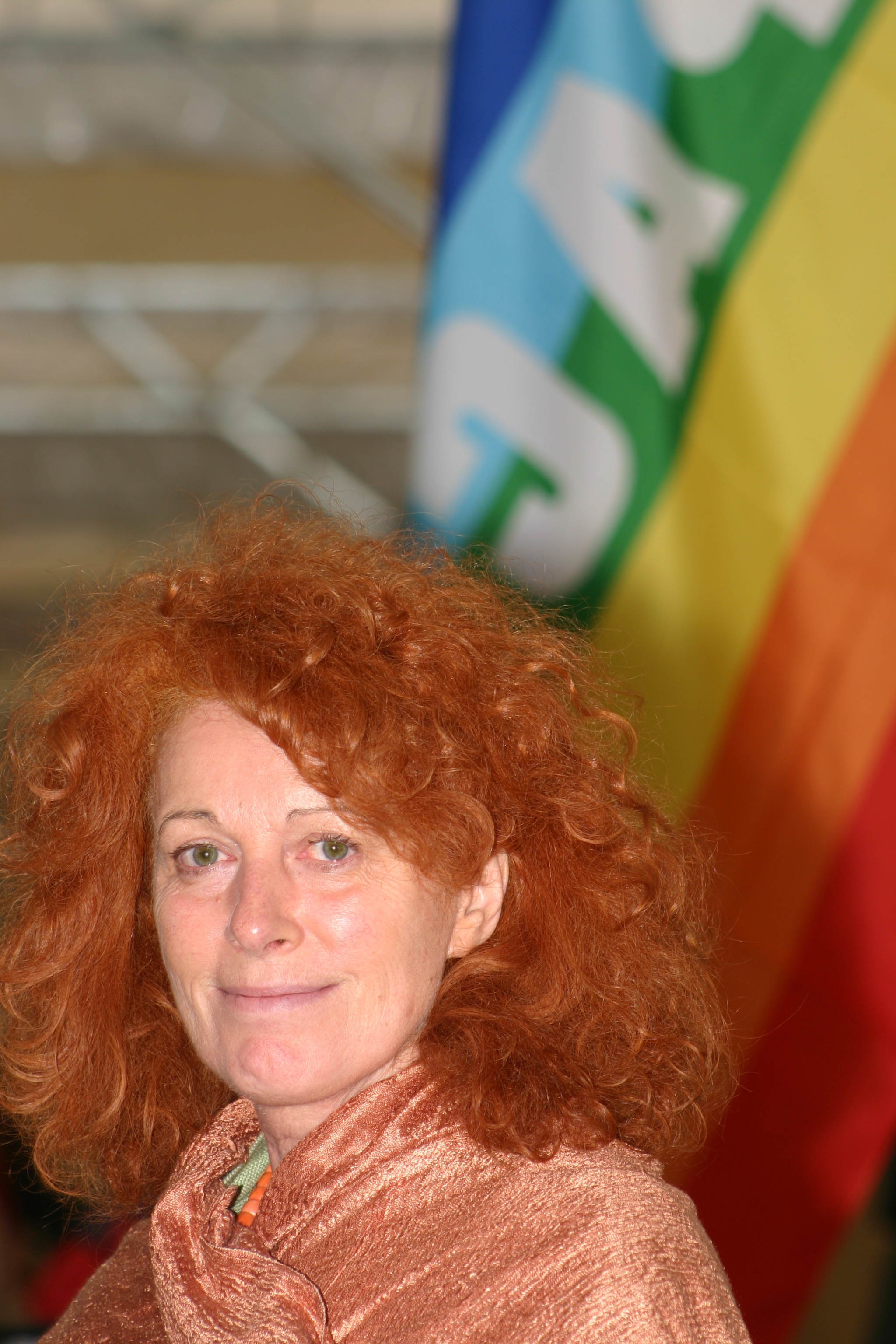
Teresa Sarti

Teresa Sarti Strada (* 28. März 1946 in Sesto San Giovanni; † 1. September 2009 in Mailand) war eine italienische Friedensaktivistin. 
Zusammen mit ihrem Mann Gino Strada war sie Mitgründerin und die erste Vorsitzende der Hilfsorganisation Emergency. Während ihres 15-jährigen Vorsitzes hat Emergency zahlreiche humanitäre Hilfsprojekte im medizinischen Bereich durchgeführt. (Realisierung und Betrieb von vielen Krankenhäusern, unter anderem ein hochspezialisiertes Herzchirurgie-Zentrum im Sudan). Teresa Sarti starb in Mailand, an einer Tumorerkrankung, am 1. September 2009. 
Erste Vorsitzende von Emergency ist seither ihre Tochter Cecilia Strada.
| Personendaten    | Personendaten                   |
| ---------------- | ------------------------------- |
| NAME             | Sarti, Teresa                   |
| KURZBESCHREIBUNG | italienische Friedensaktivistin |
| GEBURTSDATUM     | 28. März 1946                   |
| GEBURTSORT       | Sesto San Giovanni              |
| STERBEDATUM      | 1. September 2009               |
| STERBEORT        | Mailand                         |